# Richard Teichmann
Richard Teichmann (24 de desembre de 1868, Lehnitzsch bei Altenburg, Turíngia - 15 de juny de 1925, Berlín) fou un jugador d'escacs alemany. Fou reconegut com a brillant problemista i analista d'escacs, i hom considerava que tenia una gran comprensió del joc posicional.
|  |

## Biografia
El 1890 era estudiant de llengües modernes (i aconseguí ésser parlar-ne diverses fluidament), i estudià a la Universitat de Jena i a la Universitat de Berlín, lloc on va millorar el seu nivell d'escacs. El 1892 va anar a viure a Anglaterra, on hi visqué durant alguns anys treballant com a professor d'idiomes.

## Resultats destacats en competició
La seva carrera internacional començà amb un tercer lloc a Leipzig 1894 (el campió fou Siegbert Tarrasch). Fou 8è al fort torneig de Hastings 1895 (el campió fou Harry Nelson Pillsbury). A Londres 1899 va haver d'abandonar després de 4 rondes a causa d'un problema en un ull (posteriorment perdé la visió de l'ull dret, i acostumava a dur-lo tapat). Va retornar al joc de torneigs el 1902, moment a partir del qual fou conegut com a Ricard Cinquè perquè sovint acabava en cinquè lloc als torneigs on hi participava. Fou un dels participants a la sèrie de Torneigs de Montecarlo, on hi fou 4t el 1902 (el campió fou Géza Maróczy),

i 5è el 1903 (el campió fou Siegbert Tarrasch).
Fou 7è al fort Torneig de Carlsbad de 1907 (el campió fou Akiba Rubinstein), i no passà del desè lloc al fortíssim Torneig de Sant Sebastià 1911 (el campió fou Capablanca), però a l'important torneig de Carlsbad (Karlovy Vary) de 1911, hi va assolir una convincent victòria, (+13, =10, -2), esclafant Akiba Rubinstein i Carl Schlechter amb la mateixa línia de la Ruy López. Edward Lasker sovint recordava l'enginyosa manera que va tenir Teichmann de demostrar el seu triomf sobre Schlechter al seu llibre Chess Secrets I learned from the Masters (Secrets d'escacs que vaig aprendre dels mestres), i era un admirador de la mestria del seu compatriota. El 1923 fou 9è al fort Torneig de Carlsbad (el campió fou Aleksandr Alekhin).
Teichmann va aconseguir una puntuació positiva contra Aleksandr Alekhin (+3 -2 =2), i hi empatà (+2 =2 -2) un matx el 1921, quan Alekhin era unànimement considerat com a aspirant al títol mundial de José Raúl Capablanca. Fins i tot, va derrotar Alekhin amb negres a Berlín 1921:
1. e4 e5 2. Cf3 Cc6 3. Ab5 a6 4. Axc6 dxc6 5. Cc3 f6 6. d4 exd4 7. Dxd4 Dxd4 8. Cxd4 Ad6 9. Cde2 Ce7 10. Af4 Ae6 11. Axd6 cxd6 12. O-O-O O-O-O 13. The1 Af7 14. Cd4 The8 15. f3 Rc7 16. a4 b5 17. axb5 axb5 18. b4 Cc8 19. Cf5 g6 20. Ce3 Cb6 21. Rb2 d5 22. Td4 f5 23. Ta1 Cc8 24. g4 dxe4 25. Txd8 Rxd8 26. fxe4 f4 27. Td1+ Rc7 28. Tf1 g5 29. Cf5 Cd6 30. Ta1 Cc4+ 31. Rc1 Rb6 32. Cd4 h5 33. gxh5 Axh5 34. Cb3 f3 35. Cd2 Ce3 36. Ta3 f2 37. Ca4+ bxa4 38. Txe3 Td8 0-1.
Els seus resultats contra els campions del món Emanuel Lasker i Capablanca foren pobres (+0 -4 =0 i +0 -2 =1); de tota manera, va aconseguir guanyar contra tota la resta de millors jugadors contemporanis, com per exemple, Carl Schlechter (+4 -2 =21), Frank James Marshall (+7 -7 =17), Aron Nimzowitsch (+1 -1 =5), Siegbert Tarrasch (+5 -7 =2), Akiba Rubinstein (+5 -6 =11), Geza Maroczy (+1 -2 =12) i Dawid Janowski (+4 -5 =4). En matxs, a banda d'empatar contra Alekhin, va guanyar-ne contra Jacques Mieses, Rudolf Spielmann i Curt von Bardeleben.